# Haghani-Schule
Die Haghani-Schule (auch Haghani-Seminar und Haqqani-Zirkel; persisch مدرسه حقانی, DMG madrese Ḥaqqānī) ist eine schiitische Ausbildungsstätte in der iranischen Stadt Ghom. Aus ihr hervorgegangen sind hochrangige Politiker und Kleriker in Iran, die vielfach als extremistisch eingestuft werden.

## Geschichte
Die 1964 von den Ajatollahs Mesbah Yazdi, Ahmad Dschannati, Mohammad Beheschti, Sadoughi und Taleghani gegründete Haghani-Schule entstand aus dem früheren Haghani-Seminar, eine Vorläuferinstitution wurde Muntashiriya genannt. Nach dem erfolgten Mordanschlag auf die einflussreichen Ali Qudusi und Mohammad Beheschti wurde der offizielle Name in Shahidayn-Seminar (Märtyrer-Seminar) geändert.
Ursprüngliches Ziel war die Stärkung der Philosophie innerhalb des Hawza-Lehrplans. Zu diesem Zweck wurde Allameh Tabatabai beauftragt, zwei Einführungen zu schreiben, die er 1975 abschloss:
- Bidayat al-Hikmah (1970)
- Nichayat al-Hikmah (1975)

Heute wird in dem Seminar sowohl ein traditioneller als auch ein moderner Lehrplan unterrichtet, einschließlich der Fächer Naturwissenschaften, Medizin, Politik sowie westliche nicht-islamische Philosophie.
Das Seminar wird als eine Art École nationale d’administration der Islamischen Republik beschrieben, dessen Alumni das Rückgrat jenes Klerus stellt, welcher an den Schlüsselstellen der Politik sowie der Sicherheitsorgane Irans sitzen. Unter dem Präsidenten Ahmadineschad wurden zahlreiche einflussreiche Positionen mit haghani-Schülern besetzt. Während in Iran Wahlen stattfinden, ist es üblich, dass zu wählende Kandidaten Qom besuchen, um Ehrengeld an die religiösen Führer des Haghani zu zahlen, auch um ihren Segen zu erreichen. Nach anderen Quellen, dienen die, so der Mitbegründer der iranischen Revolutionsgarde, später als Reformpolitiker agierende und nach einer Haftstrafe in die USA ausgewanderte Sazegara, „meisten Haghani-Absolventen entweder in den Sicherheitsbehörden oder im Militär“.
Der Journalist Tim Rutten beschreibt die "Haghani als besonders aggressive Schule eines radikalen Schia-Islams, die in der Erwartung des baldigen Erscheinens des Mahdi leben". Der Mahdi ist eine Art islamischer Messiahs, welcher Frieden und Gerechtigkeit verbunden mit universalem Islamischem Recht, der ganzen Welt bringen wird. Mitglieder dieser Schule – so Rutten – glauben, dass sie das Kommen des Mahdis beschleunigen müssen.

## Mitglieder
Zahlreiche bekannte Theologen und einflussreiche Personen der iranischen Politik nach der Revolution 1979 waren Lehrer oder Studenten der Haghani-Schule.
| - Ahmad Ahmadi, Ajatollah - General Allah Karam, General - Hodschatoleslam Alizadeh - Dschavadi Amoli, Ajatollah - Mohammad Beheschti, Ajatollah, unter Chomeini vor seinem Tod zweitmächtigster Politiker Irans - Mostafa Ebrahimifar - Gholamhossein Mohseni-Esche'i (ehemaliger Minister des VEVAK) - Mohsen Mohammadi Eraqi - Hodschatoleslam Eslami - Hodschatoleslam Ezzat-Panah - Hodschatoleslam Faker - Hodschatoleslam Fallah - Ali Fallahian (ehemaliger Minister des VEVAK und Ankläger des Sondergerichts für die Geistlichkeit, wird in Deutschland und von Interpol per Haftbefehl gesucht) - Rouhollah Hosseinian - Ahmad Dschannati - Gholamhossein Karbastschi - Ahmad Chatami - Sayyed Hasan Taheri Chorramabadi, Ajatollah - Hodschatoleslam Meravi - Hodschatoleslam Mir-Sepah | - Hodschatoleslam Moalla - Hodschatoleslam Mobascheri - Hodschatoleslam Mohammadi-Eraghi - Gholam Reza Naghdi - Abbas Salimi Namin - Hodschatoleslam Neeiazi - Hodschatoleslam Nezam-Zadeh - Mostafa Pourmohammadi (ehemaliger Innenminister) - Hodschatoleslam Rahbar - Hodschatoleslam Raieesi - Hodschatoleslam Ramandi - Hodschatoleslam Razini - Mohammadi Reyschahri (ehemaliger Minister des VEVAK sowie Ankläger des Sondergerichts für die Geistlichkeit) - Hodschatoleslam Sadeqi - Hasan Schaianfar - Hossein Schariatmadari - Ali Younesi (ehemaliger Minister des VEVAK) - Sadeq Ziarati - Zolghadr, General - Modschtaba Zonnur |

## Belege
1. 1 2  iran-press-service.com, Dezember 2000: Ganji Identified Fallahian As The "Master Key" In Chain Murders (Memento des Originals vom 10. Mai 2013 im Internet Archive)  Info: Der Archivlink wurde automatisch eingesetzt und noch nicht geprüft. Bitte prüfe Original- und Archivlink gemäß Anleitung und entferne dann diesen Hinweis.
2. ↑  Ali Schirasi: Iran: Die heimliche Regierung tritt aus dem Schatten. Fahrt im Dunkeln ohne Licht - die Taktik der iranischen Hisbollah
3. ↑  Nasr, Vali, The Shia Revival, (Norton, 2006), S. 215
4. ↑  Natalie Amiri: Zwischen den Welten. Von Macht und Ohnmacht im Iran. Aufbau, Berlin 2021, ISBN 978-3-351-03880-9; Taschenbuchausgabe ebenda 2022, ISBN 978-3-7466-4030-3, S. 113.
5. ↑  Mohsen Sazegara: Iran on the eve of the presidential elections. 23. Mai 2005 (Memento vom 30. September 2007 im Internet Archive) (PDF-Datei; 49 kB)
6. ↑  Ahmadinejad walks away with a win - Los Angeles Times, Tim Rutten, 29. September 2007
7. ↑  iran-press-service.com, Bill Samii, Dezember 2005: Iran: Preparing For The Next Big Vote (Memento des Originals vom 6. Oktober 2008 im Internet Archive)  Info: Der Archivlink wurde automatisch eingesetzt und noch nicht geprüft. Bitte prüfe Original- und Archivlink gemäß Anleitung und entferne dann diesen Hinweis.
8. ↑  iran-press-service.com, Alireza Dastafshaan, Oktober 1999: Mr. Mesbah, Don't Come Up With Slogans, Answer The Question (Memento des Originals vom 21. Oktober 2007 im Internet Archive)  Info: Der Archivlink wurde automatisch eingesetzt und noch nicht geprüft. Bitte prüfe Original- und Archivlink gemäß Anleitung und entferne dann diesen Hinweis.